# Maurice (pel·lícula)
Maurice és una pel·lícula romàntica dramàtica britànica del 1987 dirigida per James Ivory, basada en la novel·la de 1971 Maurice d’E. M. Forster. La pel·lícula és protagonitzada per James Wilby com a Maurice, Hugh Grant com a Clive i Rupert Graves com a Alec. El repartiment de suport inclou Denholm Elliott com el Dr. Barry, Simon Callow com el senyor Ducie, Billie Whitelaw com la senyora Hall i Ben Kingsley com Lasker-Jones.
La pel·lícula va ser produïda per Ismail Merchant a través de Merchant Ivory Productions i Film Four International, i escrita per Ivory i Kit Hesketh-Harvey, amb fotografia de Pierre Lhomme. És una història d'amor gai a la cultura restrictiva i reprimida de l'Anglaterra eduardiana. La història segueix el seu personatge principal, Maurice Hall, a través de la universitat, una relació tumultuosa, lluitant per encaixar a la societat i, finalment, unir-se amb la seva parella de vida.

## Argument
Durant un viatge a una platja escombrada pel vent, Maurice Hall, un nen d'11 anys, rep instruccions sobre els "misteris sagrats" del sexe del seu professor, que vol explicar al nen orfe els canvis que experimentaria en la pubertat.
Anys més tard, el 1909, Maurice assisteix a la Universitat de Cambridge, on entaula amistat amb dos companys d'estudis: l'aristocràtic vescomte Risley i el ric i guapo Clive Durham. Clive s'enamora de Maurice i el sorprèn confessant els seus sentiments. Al principi, Maurice reacciona amb horror, però aviat s'adona que correspon als sentiments de Clive. Els dos amics s'embarquen en una apassionada història d'amor, però, davant la insistència de Clive, la seva relació continua sent no sexual. Anar més enllà, en opinió de Clive, els disminuiria a tots dos. Clive, membre de la classe alta, té un futur prometedor al davant i no vol arriscar-se a perdre la seva posició social. La seva estreta relació continua després que Maurice sigui expulsat de Cambridge i comença una nova carrera com a corredor de borsa a Londres.
Els dos amics mantenen en secret els seus sentiments, però s'espanten quan Lord Risley és arrestat i condemnat a sis mesos de treballs forçats després de demanar sexe a un soldat. Clive, per por de ser exposat com a homosexual, trenca amb Maurice. Després del seu retorn d'un viatge a Grècia, Clive, sota la pressió de la seva mare vídua, es casa amb una noia rica ingènua anomenada Anne i s'instal·la en una vida de domesticitat rural a la seva finca de Pendersleigh.
Desconsolat, Maurice demana l'ajuda del seu metge de família, el doctor Barry, que rebutja els dubtes d'en Maurice com a "brossa". Maurice es dirigeix llavors al doctor Lasker-Jones, que intenta "curar" els seus anhels homosexuals amb la hipnosi. Durant les seves visites a Pendersleigh, Maurice crida l'atenció d'Alec Scudder, el guardacaça inferior que ha d'emigrar amb el seu germà a l'Argentina. Maurice no sols no nota l'interès de Scudder per ell, sinó que inicialment el tracta amb menyspreu. Això no desanima a Scudder, que espia Maurice a la nit. Simcox, el majordom de Pendersleigh, sospitant de la veritable naturalesa de la relació passada de Maurice i Clive, ha donat a entendre a Scudder la naturalesa de Maurice. En una nit plujosa, Scudder puja una escala amb valentia i entra a l'habitació de Maurice per una finestra oberta. Scudder fa un petó a Maurice, que està totalment sorprès però no resisteix els seus avenços sexuals.
Després de la seva primera nit junts, Maurice rep una carta d'Scudder proposant que es coneguin a la nau de Pendersleigh. Maurice creu erròniament que Scudder l'està fent xantatge. Maurice torna a Lasker-Jones, que li adverteix que Anglaterra és un país que "sempre ha estat poc inclinat a acceptar la naturalesa humana" i li aconsella emigrar a un país on l'homosexualitat ja no està criminalitzada, com França o Itàlia. Quan Maurice no apareix a la nau, Scudder viatja a Londres i el visita a les seves oficines, causant una certa sorpresa entre els col·legues de Maurice.
Maurice i Scudder van al Museu Britànic per parlar, i el malentès del xantatge es resol. Maurice comença a anomenar Scudder pel seu primer nom, Alec. Passen la nit junts en una habitació d'hotel, i quan l'Alec marxa al matí explica que la seva marxa cap a l'Argentina és imminent i que no es tornaran a veure. En Maurice va al port per fer un regal de comiat a l'Alec, només per descobrir que l'Alec ha perdut el vaixell. Maurice va a Pendersleigh i li confessa a Clive el seu amor per Alec. Clive, que esperava que Maurice es casaria, està desconcertat davant el relat de Maurice sobre les seves trobades amb Alec. Els dos amics se separen i en Maurice se'n va a la nau a buscar l'Alec, que l'espera. Scudder li diu que va enviar un telegrama a Maurice dient-li que havia de venir a la nau. Alec ha deixat la seva família i ha abandonat els seus plans d'emigrar per quedar-se amb Maurice, dient-li: "Ara no ens separarem mai". Mentrestant, Clive es prepara per anar a dormir i recorda breument el seu temps amb Maurice.

## Repartiment
- James Wilby com a Maurice Hall
- Hugh Grant com a Clive Durham
- Rupert Graves com a Alec Scudder
- Denholm Elliott com el doctor Barry
- Simon Callow com el Sr. Ducie
- Billie Whitelaw com a Sra. Vestíbul
- Barry Foster com a Dean Cornwallis
- Judy Parfitt com a Sra. Durham
- Phoebe Nicholls com a Anne Durham
- Ben Kingsley com a Lasker-Jones
- Patrick Godfrey com a Simcox, el majordom de Durham
- Mark Tandy com a Lord Risley
- Kitty Aldridge com a Kitty Hall
- Helena Michell com a Ada Hall
- Catherine Rabett com a Pippa Durham
- Peter Eyre com el reverend Borenius
- Orlando Wells com Maurice quan era un nen
- Julian Wadham com a Hull
- Richard Warner com a jutge
- Helena Bonham Carter com a dona en un partit de cricket (sense acreditar)
- Mark Payton com a Chapman
- Matthew Sim com a Featherstonhaugh

## Producció

### Antecedents
E. M. Forster va escriure Maurice el 1913–14, i la va revisar el 1932 i de nou el 1959–1960. Escrita com una tradicional Bildungsroman, o novel·la de formació de personatges, la trama segueix el personatge principal mentre tracta el problema de la majoria d'edat com a homosexual a la societat restrictiva del període eduardià. Forster, que havia basat els seus personatges en persones reals, estava interessat que la seva novel·la tingués un final feliç. L'autor no tenia la intenció de publicar la novel·la mentre visqués la seva mare, però va mostrar el manuscrit a amics seleccionats, com ara Christopher Isherwood. Forster es va resistir a la publicació durant la seva vida a causa de les actituds públiques i legals envers l'homosexualitat. També era ambivalent sobre els mèrits literaris de la seva novel·la. Una nota que es troba al manuscrit deia: "Publicable, però val la pena?" La novel·la només es va publicar el 1971 després de la mort de Forster. Es considera una de les seves obres menors, en comparació amb les seves novel·les Howards End (1910) i A Passage to India (1924).
James Ivory estava interessat a fer una adaptació a la pantalla després de l'èxit de crítica i taquilla que va aconseguir amb una altra de les novel·les de Forster, Una habitació amb vista. Mentre estava involucrat en aquest projecte anterior, Ivory havia llegit tots els llibres de Forster i, finalment, va arribar a Maurice. "Vaig pensar", va dir Ivory, "que era un material interessant i que seria agradable de fer, i també una cosa que podríem fer perquè no requeriria massa organització i no costaria tant". La situació que explora li semblava que encara era rellevant: "L'agitació de la gent i haver de decidir per elles mateixes com volen viure i quins són els seus veritables sentiments i si viuran honestament amb ells o els negaran. Això no és diferent. Res més fàcil per als joves. Vaig sentir que era bastant rellevant."
En el seu testament, Forster va deixar els drets dels seus llibres al King's College, Cambridge, que té una junta autogovernada de becaris de la universitat. Inicialment, es van mostrar reticents a donar permís per filmar Maurice, no per la temàtica de la novel·la, sinó perquè es considerava una obra inferior, i una pel·lícula que cridava l'atenció no la milloraria la reputació literària de Forster. Ismail Merchant, el productor de la pel·lícula, va conversar amb ells i va ser molt persuasiu. Van quedar impressionats favorablement amb l'adaptació de Merchant Ivory Productions de Una habitació amb vista i van cedir.

### Guió
La parella d'escriptura habitual d'Ivory, Ruth Prawer Jhabvala, no estava disponible perquè estava ocupada escrivint la seva novel·la Three Continents. Ivory va escriure el guió amb Kit Hesketh-Harvey, que s'havia relacionat amb Merchant Ivory Productions a través de la seva germana, la periodista i autora Sarah Sands (nascuda Sarah Harvey), que aleshores era l'esposa de Julian Sands, el protagonista de Una habitació amb vista. Hesketh-Harvey havia escrit anteriorment documentals per a la BBC. Havia assistit a la Tonbridge School i la Universitat de Cambridge, on Forster es va educar, i coneixia el fons. Ivory va dir més tard: "El que Kit va aportar al guió va ser el seu origen social. Va anar a Cambridge i a una escola preparatòria de luxe. El seu coneixement de la classe mitjana-alta britànica va ser increïblement útil: el dialecte, la parla, l'argot i tantes altres coses. Com a nord-americà, no hauria pogut escriure el guió sense ell."
Jhabvala va revisar el guió i va suggerir canvis. Segons el seu consell, la conversió poc convincent de Clive Durham a l'heterosexualitat durant un viatge a Grècia es va justificar per la creació d'un episodi en què l'amic de la universitat de Clive, Risley, és arrestat i empresonat després d'una trampa homosexual, que espanta a Clive perquè es casi.

### Càsting
Julian Sands, que havia interpretat el protagonisme masculí a Una habitació amb vista de Merchant Ivory, va ser escollit originalment per al paper principal, però finalment es va retirar a l’últim minut. John Malkovich havia d'assumir el paper de Lasker-Jones. S'havia fet amic de Julian Sands mentre tots dos feien Els crits del silenci. Després que Sands abandonés el projecte, Malkovich va perdre l'interès per la pel·lícula i va ser substituït per Ben Kingsley.
James Wilby havia fet una audició per al paper del cunyat de Clive Durham. Quan Sands va deixar el projecte, Ivory va considerar dos actors desconeguts per al paper de Maurice: James Wilby i Julian Wadham. Com que ja havia repartit el morè Hugh Grant com a Clive, Ivory va optar pel ros James Wilby per sobre del pèl fosc Julian Wadham, a qui li van donar un paper com un dels amics corredor de borsa de Maurice.
Hugh Grant, que més tard va trobar fama internacional amb Quatre bodes i un funeral, havia aparegut anteriorment només en una pel·lícula, Privileged. En aquell moment feia comèdia de ressenyes i havia perdut l'interès per l'actuació professional quan Celestia Fox, la directora de càsting, va enviar Grant a Ivory, que immediatament li va donar el paper de Clive. Va ajudar que Grant i Wilby haguessin treballat junts en la primera pel·lícula de Grant, feta a Oxford. Rupert Graves va interpretar a Alec Scudder, l'amant de la classe treballadora de Maurice. Havia aparegut com el germà petit de Lucy Honeychurch a Una habitació amb vista, una actuació amb la qual no estava satisfet, i per això va apreciar l'oportunitat d'oferir una millor actuació.
El repartiment de suport incloïa veterans Denholm Elliott com el Dr. Barry i Simon Callow com el pedagog Mr. Ducie, tots dos d'Una habitació amb vista; Ben Kingsley com a Lasker-Jones; Patrick Godfrey com el majordom Simcox; Billie Whitelaw com la mare de Maurice; i Helena Bonham Carter en un cameo sense acreditar com a membre del públic al partit de cricket.

### Rodatge
La pel·lícula es va fer amb un pressupost d'1,58 milions de lliures esterlines que incloïa la inversió de Cinecom i el canal britànic Channel 4. Maurice va resultar més complicat del que Ivory havia previst. El seu programa de rodatge de cinquanta-quatre dies, que implicava treballar sis dies setmanes, va resultar llarg i extenuant. No hi va haver període d'assaig, només una lectura abans de començar el rodatge.
Maurice es va rodar en gran part als passadissos i quadrangles del King's College, Cambridge, incloent interiors a la capella de la universitat, on Forster es va educar i després va tornar com a fellow. Els altres interiors van ser rodats principalment a Wilbury Park, una casa Palladiana a Wiltshire. La seva propietària, Maria St. Just, actriu i síndica de la finca de Tennessee Williams, era amiga de Merchant i Ivory. L'any 1979 havien estat hostes de cap de setmana a Wilbury Park, cosa que va impressionar en James Ivory, qui, quan es preparava Maurice, la va triar per servir a Pendersleigh, la casa de camp on Maurice va visitar el seu amic Clive.
A l'estil de Una habitació amb vista de Merchant Ivory, antics papers de final de llibre antics acompanyen la música temàtica tocada en escala menor al principi i en escala major al final per incloure la pel·lícula com a novel·la cinematogràfica.

## Diferències amb la novel·la
Al començament de la pel·lícula, Maurice té 11 anys, en lloc de 14. La pel·lícula omet gairebé tots els diàlegs filosòfics de la novel·la i moltes trames secundàries, com ara el desig de Maurice pel company d'escola Dickie. Les escenes que tracten la subtrama es van filmar però no s'inclouen al tall final. La pel·lícula amplia el personatge wildeà de Lord Risley i el veu condemnat a sis mesos de treballs forçats per conducta homosexual; a la novel·la, mai és empresonat. En una escena esborrada (publicada per primera vegada a l'edició en DVD de Cohen Media el 2002), Risley se suïcida. A la novel·la, la seu de la família Durham és Penge, a la frontera de Wiltshire i Somerset; a la pel·lícula, la casa de camp es troba a Pendersleigh Park. L'hipnotitzador Lasker-Jones apareix més aviat a la pel·lícula que a la novel·la; és la persona que més entén la situació psicològica i social de Maurice.

## Estrena
La pel·lícula es va estrenar en el Festival Internacional de Cinema de Venècia l'any 1987, on Ivory va rebre un Lleó de Plata com a Millor Director, compartint el premi amb Ermanno Olmi. James Wilby i Hugh Grant van ser guardonats conjuntament com a millor actor, i Richard Robbins va rebre el premi per la seva música. La pel·lícula va rebre crítiques favorables quan es va estrenar a Nova York. Maurice va rebre una nominació als Premis Oscar en la categoria de Millor Disseny de Vestuari.

### Recepció crítica
L'agregador de ressenyes Rotten Tomatoes informa que el 82% dels crítics van donar a la pel·lícula una crítica positiva basada en 33 ressenyes; el consens dels crítics diu: "Maurice explora amb sensibilitat les ramificacions del desig prohibit amb una poderosa història d'amor donada a la vida pels esforços destacats d'un repartiment talentós." Ken Hanke de Mountain Xpress va dir que probablement era la millor pel·lícula de Merchant–Ivory.
A The New York Times Janet Maslin va observar: "L'enfocament de la novel·la se centra principalment en la vida interior del personatge principal, però la pel·lícula, tot i que és fidel, és més àmplia. Avança lentament, amb un bon ull per als detalls, presenta les forces que configuren Maurice tan hàbilment com dona vida al personatge."
Roger Ebert del Chicago Sun-Times va puntuar la pel·lícula amb tres estrelles de quatre, comentant:
| « | Merchant i Ivory expliquen aquesta història en una pel·lícula tan bonica de veure i interpretada amb tanta intel·ligència que val la pena veure-la només per veure la producció. Escena rere escena està perfectament creada: una tarda lànguida flotant al riu darrere dels col·legis de Cambridge; un joc de cricket descabellat entre amos i criats; la rutina diària de la vida universitària; visites a finques i cases de poble; la configuració de les habitacions... Tot i que algunes persones podrien trobar Wilby desenfocat en el paper principal, vaig pensar que estava fent les decisions correctes, retratant un home els pensaments reals gairebé sempre estaven en un altre lloc. | » |

Claire Tomalin escrivint per a Sight & Sound va qualificar la pel·lícula de "subtil, intel·ligent, commovedora i absorbent […] extraordinària en la manera com barreja por i plaer, horror i amor, és un èxit impressionant per a un equip que sembla haver dominat tots els problemes de fer pel·lícules literàries".
Judy Stone del San Francisco Chronicle va escriure: "Per a l'honor del director James Ivory, però, ha recreat aquest període a l'Anglaterra abans de la Primera Guerra Mundial i ha recolzat la passió platònica entre dos anglesos de classe alta amb gràcia singular a Maurice." Michael Blowen a The Boston Globe va comentar: "L'equip del productor Ismail Merchant i el director James Ivory ha creat una altra pel·lícula elegant d'una novel·la clàssica amb la seva impressionant adaptació de Maurice d'E. M. Forster."
La recepció al Regne Unit va ser diferent, amb The Times qüestionant si "una salutació tan desafiant a la passió homosexual hauria de ser realment benvinguda durant una crisi de la sida en espiral". James Ivory ha atribuït les crítiques negatives al fet que els mateixos crítics eren homosexuals, afirmant:
| « | ... a Anglaterra, on gairebé tots els crítics de cinema importants eren gais, es van manifestar en contra de la pel·lícula. Les seves reaccions van ser extraordinàries! Es pensaria que n’haurien donat suport, però tenien por de donar-li suport. | » |

### Llegat
Maurice ha guanyat abundants elogis en els 30 anys transcorreguts des de la seva estrena inicial, tant per la qualitat de la pel·lícula com per l'audàcia amb què va representar una història d'amor gai en el moment àlgid de la pandèmia del VIH/SIDA dels anys vuitanta. Segons el Los Angeles Times, el fet que: 
| « | "l'exuberant i digne 'Maurice', amb la seva proporció de petons d'home a home, nuesa masculina frontal, amors gais i declaracions descarades de desig entre persones del mateix sexe, així com un personatge principal que finalment va ser afirmatiu i indestructible sobre la seva homosexualitat (durant una època en què era un delicte, ni més ni menys), va ocupar un lloc únic en la cultura gai aleshores contemporània. Aquella pel·lícula que celebrava el romanç entre homes amb un rar final feliç va ser llançada en el moment àlgid de l'epidèmia de sida només afegia al perfil provocador de l'aclamada pel·lícula." | » |

The New Yorker, en una retrospectiva de la pel·lícula el 2017, va declarar: "... Per a molts homes gais que van arribar a la majoria d'edat als anys vuitanta i noranta, 'Maurice' va ser reveladora: un primer cop d'ull, a la pantalla o a qualsevol lloc, de com podria ser l'amor entre homes". El director James Ivory va dir: "Tanta gent s'ha acostat a mi des de 'Maurice' i em va portar a un costat i em va dir:" Només vull que sàpigues que m'has canviat la vida.'"
The Guardian, descrivint Maurice com a "infravalorada el 1987 i menystinguda el 2017", va lamentar la relativa mala recepció de la pel·lícula en comparació amb la seva lloada predecessora Una habitació amb vista, dient que va ser "... arxivada com, si no una decepció, una diversió menor" perquè era "per dir-ho sense embuts, massa gai". LA Weekly també va anomenar Maurice "la pel·lícula de Merchant-Ivory que el món va perdre", afirmant que: "sembla que fa poc s'ha celebrat per la seva innovació i per la seva importància en el desenvolupament del cinema gai."
El maig de 2017, una restauració en 4K de Maurice va rebre un llançament limitat als Estats Units per celebrar el 30è aniversari de la pel·lícula. El març de 2018, la versió restaurada es va projectar a Londres com a part del BFI Flare: Festival de Cinema LGBTIQ+ de Londres, amb presentacions de James Wilby i Hugh Grant.

## Mitjans domèstics
El 2002, es va estrenar una edició especial en DVD de la pel·lícula amb un nou documental i escenes suprimides amb comentari del director. Va ser llançat en Blu-ray el setembre de 2017 pel Cohen Media Group.

## Premis
44a Mostra Internacional de Cinema de Venècia
- 1987 Guanyador, millor actor per James Wilby i Hugh Grant
- 1987 Guanyador, Lleó de Plata (millor director) per James Ivory
- 1987 Guanyador, Osella d'Or (millor música) per Richard Robbins

Premis Oscar
- 1988 Nominada, Millor disseny de vestuari (Jenny Beavan, John Bright)